# Eat at Whitey's
Eat at Whitey's è il terzo album in studio da solista del cantante statunitense Everlast, pubblicato nel 2000.

## Tracce
1. Whitey – 1:35
2. Black Jesus – 4:40
3. I Can't Move – 3:25
4. Black Coffee (feat. Merry Clayton) – 2:56
5. Babylon Feeling (feat. Carlos Santana) – 5:11
6. Deadly Assassins (feat. B-Real) – 2:43
7. Children's Story (Slick Rick cover; feat. Rahzel) – 3:20
8. Love for Real (feat. N'Dea Davenport) – 4:21
9. One and the Same (feat. N'Dea Davenport) – 5:02
10. We're All Gonna Die (feat. Cee-Lo) – 2:20
11. Mercy on My Soul (feat. Warren Haynes) – 3:24
12. One, Two (feat. Kurupt) – 3:27
13. Graves to Dig – 3:23
14. Put Your Lights On (Bonus Track; feat. Carlos Santana) – 4:44